# غاري ميلز (مغني)
غاري ميلز (بالإنجليزية: Garry Mills)‏ هو مغني بريطاني، ولد في 13 أكتوبر 1941.

## وصلات خارجية
- غاري ميلز على موقع ميوزك برينز (الإنجليزية)